# Hepatitis Monthly
Hepatitis Monthly es una revista médica mensual de acceso abierto revisada por pares publicada por Kowsar Publishing, una editorial incluida en Beall's List antes de su cierre en 2017. Fue establecida en 2002 por Seyed-Moayed Alavian, quien es el editor en jefe de la revista.

## Resumen e indexación
La revista está resumida e indexada en CAB Abstracts, CINAHL, bases de datos EBSCO, Embase, Science Citation Index Expanded, y Scopus. Según Journal Citation Reports , la revista tiene un factor de impacto de 1.578 en 2018. En agosto de 2017, la Biblioteca Nacional de Medicina de los Estados Unidos, que administra la base de datos central de PubMed , determinó que la revista no cumplía con su estándar de calidad científica y la eliminó de la lista.

## Métricas de revista
2022
- Web of Science Group : 0.6
- Índice h de Google Scholar:40
- Scopus: 0.838